# Izumi in pridobitve druge svetovne vojne
Med izumi in pridobitve druge svetovne vojne štejemo vse nove tehnološke, družbene in ostale novosti, ki so nastale zaradi druge svetovne vojne; med njo ali takoj po koncu vojne.

## A
- Avtocesta

### F
- Fanta

### H
- Helikopter

### I
- Izrael

### J
- Jedrska bomba
- Jedrska energija

### O
- OZN

### R
- Radar
- Rakete (vojaške)
- Reakcijski motor